# Timișoarski srokacz

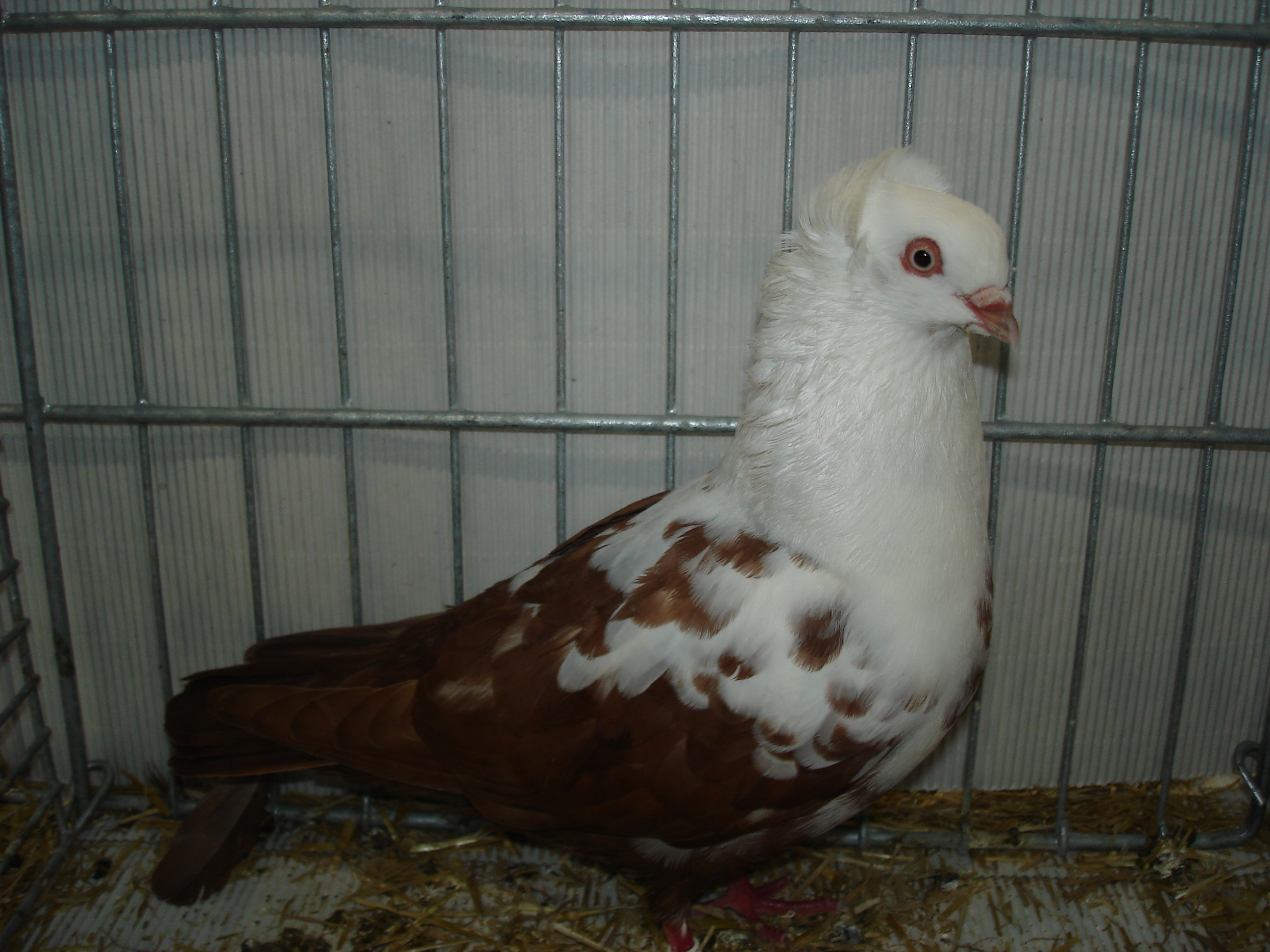
Timișoarski srokacz

Timișoarski srokacz – rasa gołębia domowego.

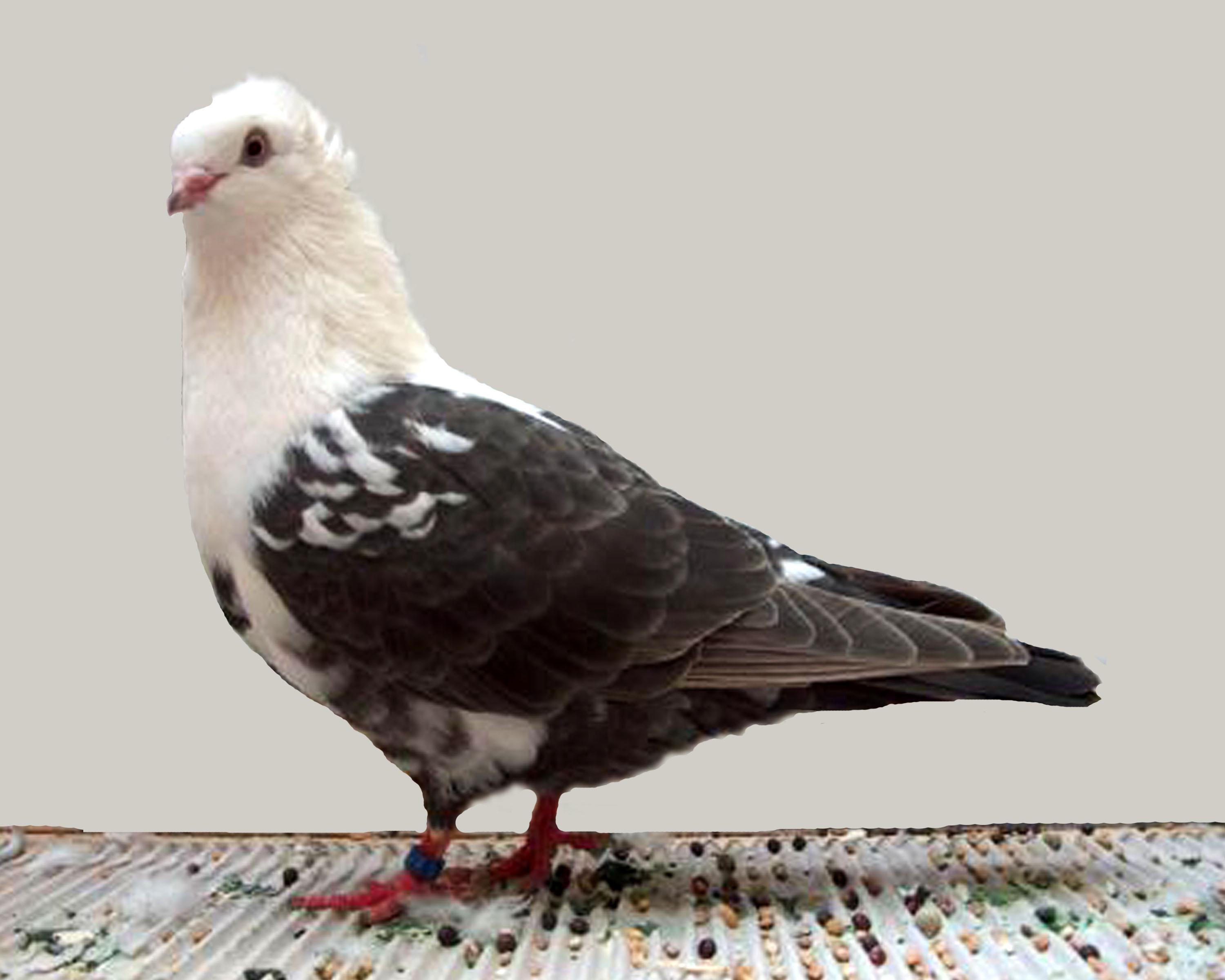
Timisoarski srokacz

## Pochodzenie
Jak nazwa wskazuje timișoarski srokacz pochodzi z Timișoary w Rumunii. Rasa wyhodowana została pod koniec XIX wieku. Od 1964 r. hodowlą tych gołębi zajęli się niektórzy niemieccy miłośnicy gołębi. Szybko gołębie te zaczęły się rozpowszechniać w Niemieckiej Republice Federalnej. W 1967 r. założono klub hodowców timișoarskich srokaczy

## Budowa
Timișoarski srokacz jest średniej wielkości gołębiem typu lotnego (grupa 9), wywrotkiem, bardzo żywotnym i chętnie latającym. 
Nie jest to gołąb duży, raczej mniej niż średniej wielkości, o nieco podłużnej głowie, wypukłym ciemieniu, szerokim wypełnionym czole. Dziób jest średniej długości i szeroko osadzony, woskówki słabo rozwinięte i gładkie, oczy zaś perłowe. Nieliczne krwawe żyłki nie są wadą. Oczy okalają dobrze rozwinięte, lecz gładkie brwi, których kolor zależny jest od barwy upierzenia. 
Timișoarskie srokacze mają przysadzistą szyję, mocną i dobrze zaokrągloną pierś, nieco wysuniętą do przodu. Stosownie do mocnej budowy przedniej części korpusu, plecy powinny być szerokie, ale stosunkowo krótkie i lekko opadające. Jak przystało na gołębie grupy 9, skrzydła timiszoarskich srokaczy są mocne, zwarte, spoczywające na ogonie i nie krzyżują się na ogonie. Ogon jest średniej długości, zwarty i tworzący jedną linię z grzbietem.
Nogi "timiszoarów" są stosunkowo krótkie, zawsze nieupierzone. Na głowie mają wysoko osadzoną koronkę, otaczającą tylną część głowy. Koronka może być z rozetami lub bez rozet.

## Kolor i rysunek
Głowa i gardło powinny być białe, szyja, ramiona i pierś także biała, z bardzo niewielką ilością kolorowych piór, brzuch i uda zaś kolorowe lub lekko srokate. Przednie części pokryw skrzydłowych powinny być srokate. Lotki pierwszego i drugiego rzędu, cały ogon i pióra pokrywowe zawsze kolorowe. Autor opisu timișoarskich srokaczy w książce pt.: Alles über Rassentauben. Bd. 6 pisze, że gołębie te występują w kolorze czarnym, czekoladowym (dun), niebieskim, czerwonym i żółtym. Obowiązujący obecnie wzorzec dopuszcza także kolor miedziany. Najbardziej dopracowane srokacze timișoarskie są w kolorze czarnym, czerwonym i żółtym. Wszystkie kolory powinny być nasycone i lśniące. Miedziane posiadają czysty i nasycony kolor kasztanowy, ogon zaś niebieskoczarny z miedzianym nalotem i czarną wstęgą. Niebieskie mają ciemne pasy na skrzydłach. Brak im jeszcze idealnej szekowatości. U czekoladowych nieco jaśniejsze, jakby wyblakłe lotki przy ocenie należy tolerować.
Kolor dzioba zależy od koloru upierzenia, u czarnych, niebieskich i miedzianych powinien być ciemny, u czerwonych pożądany jest jasny, u żółtych jasny, u czekoladowych (dun) rogowy. Barwa pazurków jest bez znaczenia.

## Duże wady
Wzorzec zalicza do poważnych wad za duży, długi i wąski korpus, nieodpowiednią budowę głowy, zbyt z tyłu osadzoną koronkę, za długi, lub za krótki i za cienki dziób; odbiegający od wzorca kolor dzioba, żółte brwi, zwisające skrzydła, szeroki lub wypełniony ogon, za dużo kolorowych piórek w przedniej części korpusu, tarcze skrzydeł całkowicie kolorowe, brzuch i uda całkowicie białe, pojedyncze białe lotki i sterówki, a przy zamkniętych skrzydłach i ogonie widoczną trzcinowatość. 